# Wolfgang Pape
Wolfgang Pape (* 13. Juli 1943 in Lüneburg; † 5. Februar 2025) war ein deutscher Prähistoriker.

## Leben
Wolfgang Pape studierte ab 1966 in Kiel, Marburg und Freiburg Ur- und Frühgeschichte, Anthropologie, Geologie, Mineralogie und Klassische Archäologie. 1974 wurde er in Freiburg promoviert. 1974 begann er seine Laufbahn an der Universität Freiburg als wissenschaftlicher Assistent, 1980 wurde er Akademischer Rat. 1982 erfolgte die Habilitation. 1990 wurde er Akademischer Oberrat. Pape hielt lange Jahre das „legendäre“ Einführungs-Proseminar des Instituts und brachte so vielen Studienanfänger das Fach näher und baute die Institutsbibliothek aus. 2008 trat er in den Ruhestand.

## Forschungsschwerpunkte
Seine Forschungsschwerpunkte waren die Megalithgräber und die Wissenschaftsgeschichte der Ur- und Frühgeschichte im Nationalsozialismus.
Er war in der Arbeitsgruppe von Heiko Steuer am DFG-geförderten Sonderforschungsbereich 541 „Identitäten und Alteritäten“ im Projekt „Ethnische Einheiten im frühgeschichtlichen Europa. Archäologische Forschung und ihre politische Instrumentalisierung (C 4)“ beteiligt, das von 1997 bis 2002 lief. Über das daraus resultierende Buchkapitel Zehn Prähistoriker aus Deutschland schreibt Frank-Rutger Hausmann in einer Rezension für H-Soz-Kult: „Wolfgang Pape, der in anderem Zusammenhang gezeigt hat, dass kaum ein Fach so sehr von den Nazis hofiert wurde und einen derart rasanten Aufstieg nahm wie die Ur- und Frühgeschichte, versucht für die im Zentrum des Sammelbandes stehenden zehn Prähistoriker, die inzwischen alle verstorben sind, deren Schüler jedoch im Fach wichtige Positionen einnehmen, eine Art Kollektivbiografie zu erstellen.“ Sein Beitrag „Zur Entwicklung des Faches Ur- und Frühgeschichte in Deutschland bis 1945“ wird in derselben Rezension als „eine eindrucksvolle quantifizierende Studie (…), deren Schaubilder den explosionsartigen Zuwachs an selbständigen Landesämtern für Vorgeschichte, Universitätsprofessuren, Studenten und folglich auch Promotionen nach 1933 dokumentieren“ gewürdigt. Gregor Hufenreuter schreibt in einer anderen Rezension dazu: „Von grundlegendem Wert ist hierbei die Arbeit Wolfgang Papes, der die Entwicklung des wissenschaftlichen Faches für Ur- und Frühgeschichte in Deutschland bis 1945 nachzeichnet. (…) Am Abschluss steht eine ernüchternde Bilanz über eine, nur von wenigen Ausnahmen abgesehen, ungebrochene personelle Kontinuität „hauptamtlicher“ Prähistoriker nach 1945.“
Im Bereich der Forschung zu Megalith-Gräbern führte er Grabungen in Südfrankreich durch. Er untersuchte in einem Projekt von 2003 bis 2006 sechs Dolmen in der Nekropole im Bois des Géantes. In einem anschließenden Projekt bis 2011 folgte ein Vergleich mit anderen Dolmen im Bas-Vivarais, dem Süden des Département Ardèche.

## Veröffentlichungen (Auswahl)
- Bemerkungen zur relativen Chronologie des Endneolithikums am Beispiel Südwestdeutschlands und der Schweiz. Verl. Archaeologica Venatoria, Tübingen 1978, ISBN 3-921618-05-3 (Dissertation).
- Kulturbeziehungen zwischen Südfrankreich, Oberitalien und der Schweiz im dritten Jahrtausend. Zur Aussagefähigkeit prähistorischer Verbreitungskarten. Freiburg 1982 (Habilitationsschrift).
- Zehn Prähistoriker aus Deutschland. In: Heiko Steuer (Hrsg.): Eine hervorragend nationale Wissenschaft (= Ergänzungsbände zum Reallexikon der Germanischen Altertumskunde Bd. 29). de Gruyter, Berlin 2001, ISBN 3-11-017184-8, S. 55–88.
- Zur Entwicklung des Faches Ur- und Frühgeschichte in Deutschland bis 1945. In: Achim Leube (Hrsg.): Prähistorie und Nationalsozialismus. Die mittel- und osteuropäische Ur- und Frühgeschichtsforschung in den Jahren 1933-1945 (= Studien zur Wissenschafts- und Universitätsgeschichte 2). Heidelberg 2002, S. 163–226.
- Ur-und Frühgeschichte. In: Frank-Rutger Hausmann (Hrsg.): Die Rolle der Geisteswissenschaften im Dritten Reich 1933-1945 (= Schriften des Historischen Kollegs. Kolloquien 53). München 2002, S. 329–358. doi:10.1524/9783486594492-015 (Open Access)
- mit Bernard Gély: La nécropole dolménique des Géantes a Bourg-Saint-Andéol (Ardèche). In: Bulletin des Amis de l’Histoire de la région de Vallon. 2005, S. 139–145.
- mit Bernard Gèly: La nécropole des géandes à Bourg-Saint-Andéol (Ardèche) dans le cadre du dolménisme en bas-vivarais. Association de Liaison pour le Patrimoine et l'Archéologie en Rhône-Alpes et en Auvergne, Lyon 2014, ISBN 978-2-916125-08-4 (Digitalisat).